# Bodelshausen
Bodelshausen je německá samosprávná obec v okrese Tübingen ve spolkové zemi Bádensko-Württembersko. Nachází se na spolkové silnici B27 v jižní části okresu poblíž města Hechingen a jižně od chráněné krajinné oblasti Rammert. V blízkosti se rozkládá přirozené jezero Butzensee.

## Historie
První písemná zmínka o obci pochází z roku 1100. Je v ní uváděna pod názvem Bodolshusen.

## Partnerská města
- Soltvadkert – od roku 1996